# L'inafferrabile spettro
L'inafferrabile spettro (Hold That Ghost) è un film comico del 1941 per la regia di Arthur Lubin, interpretato da Bud Abbott e Lou Costello, meglio noti in italia come  Gianni e Pinotto. È il loro terzo film da protagonisti e in italiano (il quarto in tutto). A differenza degli altri film della coppia del periodo, questo non è musicale (contiene una sola canzone).

## Trama
Chuck e Ferdinand ereditano una casa da un uomo perché ucciso in loro presenza. Qui ci sono nascosti dei soldi e per questo della gente li spaventa a morte (fanno in modo che i due credano che ci sono degli spettri). Ciò nonostante Ferdinand trova i soldi poco prima di scappare e sfuggono agli uomini che ora si erano fatti vedere.